# Universidade de Moncton

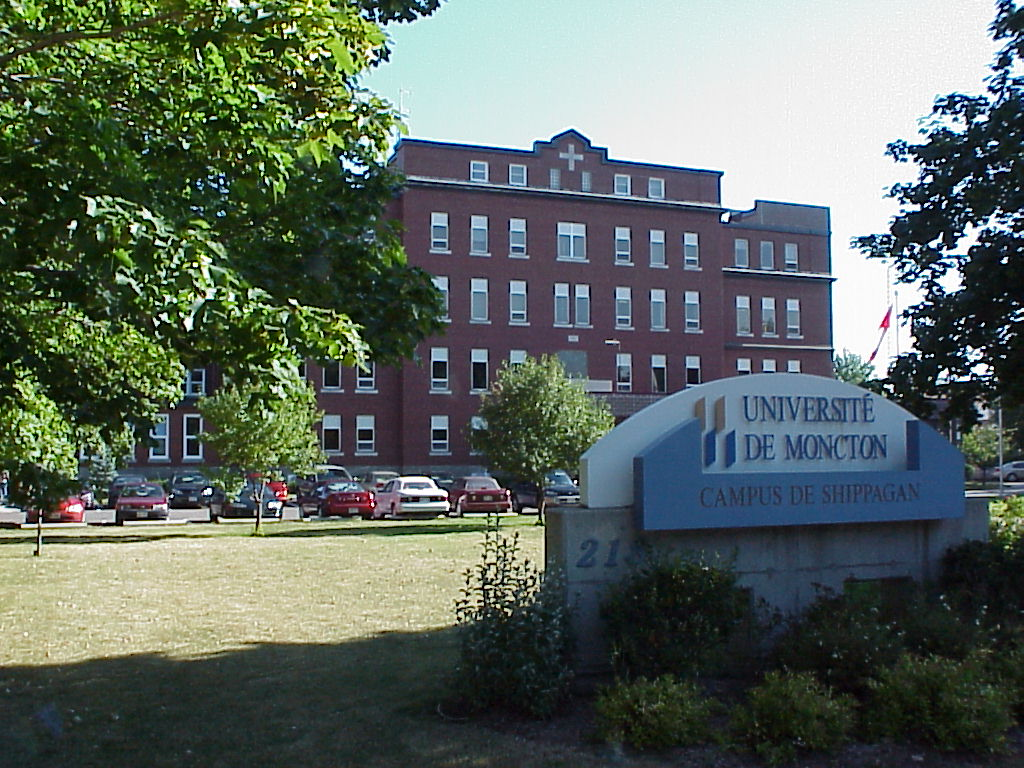
Edifício no campus de Shippagan da Universidade de Moncton, localizado em Shippagan, Novo Brunswick, Canadá

A Universidade de Moncton (em francês Université de Moncton (abreviado como U de M) é uma universidade de língua francesa localizada em Moncton, Novo Brunswick, servindo a comunidade da Acádia nas províncias atlânticas do Canadá.
É a única universidade francófona em Novo Brunswick.
Foi fundada em 19 de junho de 1963.
O filme-documentário Acadia Acadia ?!? (1971), co-dirigido por Michel Brault e Pierre Perrault, documenta como os estudantes realizavam protestos nesta universidade nos anos de 1968-1969 relacionados com o nacionalismo francófono.

## Literatura
- Clément Cormier (1975). L'Université de Moncton: Historique. Moncton: Centre d'études acadiennes, Université de Moncton